# Szerhij Pavlovics Baltacsa
Szerhij Pavlovics Baltacsa (ukránul: Сергій Павлович Балтача) (Mariupol, 1958. február 17. –) szovjet válogatott ukrán labdarúgó.

## Pályafutása

### Klubcsapatban
Pályafutását a Dinamo Kijivben kezdte. 1976 és 1988 között 245 mérkőzésen lépett pályára és 6 alkalommal volt eredményes. Négyszeres szovjet bajnok és kupagyőztes. 1986-ban csapatával megnyerte a kupagyőztesek Európa-kupáját is. Későbbi pályafutását Angliában és Skóciában töltötte az Ipswich Town és a St. Johnstone csapatainál. 1994-ben az Inverness Caledonian Thistle együttesét játékosedzőként irányította.

### A válogatottban
1980 és 1988 között 45 alkalommal szerepelt a szovjet válogatottban és 2 gólt szerzett. Tagja volt az 1980. évi nyári olimpiai játékokon bronzérmet nyerő válogatottnak. Részt vett az 1982-es világbajnokságon, illetve az 1988-as Európa-bajnokságon, ahol döntőt játszottak.

## Sikerei, díjai
Dinamo Kijiv
- Szovjet bajnok (4): 1980, 1981, 1985, 1986
- Szovjet kupa (4): 1978, 1982, 1985, 1987
- Szovjet szuperkupa (3): 1980, 1985, 1986
- Kupagyőztesek Európa-kupája (1): 1985–86
- Trofeo Santiago Bernabéu (1): 1986

Szovjetunió
- Ifjúsági világbajnok (1): 1977
- Olimpiai bronzérmes (1): 1980
- Európa-bajnoki döntős (1): 1988

## Külső hivatkozások
- Szerhij Pavlovics Baltacsa – a FIFA adatbázisában
- Szerhij Baltacsa adatlapja a National-Football-Teams.com oldalon (angolul)

- Szerhij Baltacsa. eu-football.info
- Szerhij Pavlovics Baltacsa profilja az Olympedia oldalán (angolul)